# Baro (Mesjid Raya)
Baro is een bestuurslaag in het regentschap Aceh Besar van de provincie Atjeh, Indonesië. Baro telt 144 inwoners (volkstelling 2010).